# 후버 위원회
후버 위원회(Hoover Commission) 또는 정부행정기구에 관한 위원회(Commission on Organization of the Executive Branch of the Government)는 미국 연방 정부 행정 개혁에 대해 권고하기 위한 목적으로 미국의 대통령 해리 S. 트루먼이 1947년 설치한 기구다. 전직 대통령이던 허버트 후버가 위원장을 맡았기에 통칭 후버 위원회로 불린다.

## 역사와 성과
로지 브라운 법에 따라 의회의 인가를 얻어 1947년 9월 29일 만들어졌다. 1949년 초에 위원회는 조사 결과와 273건의 권고를 19권의 보고서를 통해 의회에 제시한 뒤 6월 12일 공식적으로 활동을 종료했다. 위원회의 보고서에 따라 의회는 8일 뒤에 재조직화법(Reorganization Act of 1949)을 통과시켰다. 트루먼은 이 법에 서명한 뒤 특별한 메시지를 의회에 송부했다.
트루먼은 1949년에 8건, 1950년에 27건, 1951년과 1952년에 각 1건씩 정부 조직 개편에 관한 제안을 의회에 했다. 모든 제안이 1949년 재조직화법에 근거한 내용은 아니었지만 보고서의 내용을 많이 포함하고 있었다. 후임 대통령인 드와이트 D. 아이젠하워도 취임한 뒤 보건복지부를 창설하는 등 후버 위원회의 권고안은 계속해서 이행되었다. 아이젠하워는 1953년 10건, 1954년 2건, 1957년과 1958년에 각 1건씩 재조직화법에 근거한 정부 조직 개편을 의회에 제시했다.
1955년 연구에 의하면 후버 위원회의 권고 중 116건이 완전히 이행되었으며 80건은 대체로 혹은 부분적으로 실시되었다. 다만 보훈 개혁은 로비 단체의 영향력 때문에 실행되지 못했다.

## 제2차 후버 위원회
아이젠하워가 대통령에 취임한 뒤 의회에 의해 1953년 다시 후버 위원회를 설치했다. 이번에도 후버가 위원장을 맡았기에 2차 후버 위원회라고 불리게 되었는데 당시 후버의 나이는 80에 가까웠다. 제2차 후버 위원회는 1955년 6월 최종 보고서를 의회에 제출한 뒤 해산했다.

## 같이 보기
- 행정학
- 미국 수정 헌법 제22조

## 참고 문헌
- Arnold, Peri E. (1976년 2월), “The First Hoover Commission and the Managerial Presidency”, 《The Journal of Politics》 (Cambridge University Press) 38 (1), 46–70쪽, doi:10.2307/2128961, JSTOR 2128961